# Еър Астана
„Еър Астана“ е авиокомпания със седалище в Алмати, Казахстан. Това е най-голямата авиокомпания в Казахстан, изпълняваща вътрешни и международни редовни полети до 42 дестинации.
Създадена е през октомври 2001 г., а на 15 май 2002 г. извършва първия полет Алмати – Астана.